# Walter Gordon-Lennox
Walter Charles Gordon-Lennox, (29 juillet 1865 - 21 octobre 1922) est un homme politique britannique du Parti conservateur. Il sert en tant que Trésorier de la maison de 1891 à 1892, dans l'administration de Lord Salisbury.

## Biographie
Gordon-Lennox est le plus jeune des quatre fils de Charles Gordon-Lennox (6e duc de Richmond), et de sa femme Frances Harriett Greville, fille de Algernon Greville. Il effectue ses études à Eton et à Christ Church, à Oxford.
Gordon-Lennox est entré au Parlement en 1888, en tant que député de Chichester, un siège qu'il occupe jusqu'en 1894. En 1891, il est admis au Conseil Privé et nommé Trésorier de la Maison dans l'administration de Lord Salisbury, poste qu'il conserve jusqu'à ce que le gouvernement tombe l'année suivante.
Il épouse Alice Ogilvie-Grant, fille de George Henry Ogilvie-Grant et petite-fille de Francis Ogilvy-Grant (6e comte de Seafield), le 6 juillet 1889. Ils ont au moins un enfant, Victor Charles Hugh Gordon-Lennox (1897-1967). Il meurt en octobre 1922, à l'âge de 57 ans. Lady Walter Gordon-Lennox meurt en mars 1946, à l'âge de 90 ans.